# Barbara Croce
Barbara Croce (Belluno, 16 dicembre 1970) è una hockeista su ghiaccio, ex hockeista in-line ed ex calciatrice italiana.

## Hockey su ghiaccio
Suo sport principale è l'hockey su ghiaccio. Ha militato per nove stagioni nel Valbelluna, dal 1992 al 2001, quando la squadra fu sciolta per la chiusura del palazzo del ghiaccio di Belluno. Miglior piazzamento, due secondi posti, entrambi dietro le Eagles Bolzano (1997-1998 e 1998-1999).
È quindi passata all'HC Agordo, con cui ha vinto cinque titoli italiani (2001-2002, 2002-2003, 2006-2007, 2007-2008 e 2008-2009) ed ha raggiunto il terzo posto in EWHL (2004-2005). Quando l'Agordo si trasferì a Feltre, anche la Croce giocò sotto le insegne del Feltreghiaccio; ed allo stesso modo, quando la società feltrina decise di non iscrivere la compagine femminile al campionato per motivi economici, seguì le compagne nella neonata sezione femminile dell'Alleghe Hockey, le Alleghe Hockey Girls. La stagione 2016-2017 fu l'ultima prima di una lunga pausa durata sei stagioni: tornò a giocare nel 2023 con la maglia della neonata squadra femminile dell'USG Zoldo.
Diverse sono anche le presenze in nazionale. Da ricordare i suoi 7 gol nella vittoria per 41-0 contro la Bulgaria in un incontro valido per le qualificazioni a Vancouver 2010.

## Hockey in-line
Ha praticato, accanto all'hockey su ghiaccio, anche l'hockey in-line, militando in massima serie con le Islanders Spinea per due stagioni (2006-2007, con la vittoria dello scudetto, e 2007-2008), e poi con la squadra femminile del Ghosts Hockey Team Padova.

## Calcio
Ha militato nelle file del BellunoPontalpi, di cui è divenuta allenatrice del settore giovanile.